# Ślub Romea i Julii
Ślub Romea i Julii (port. O Casamento de Romeu e Julieta) – brazylijska komedia romantyczna z 2005 roku wyreżyserowany przez Bruno Barreto, powstały na podstawie luźno opartego dramatu angielskiego pisarza Williama Szekspira pt. Romeo i Julia. Wyprodukowany przez wytwórnię Buena Vista International.
Premiera filmu miała miejsce 18 marca 2005 roku w Brazylii.

## Opis fabuły
Prawnik Alfredo Baragatti (Luiz Gustavo) jest zagorzałym fanem drużyny piłkarskiej Palmeiras z São Paulo. Jego pasję podziela także córka Julieta (Luana Piovani). Pewnego dnia podczas wizyty u okulisty dziewczyna poznaje Romea (Marco Ricca), wielkiego fana drużyny Corinyhian, arcywroga Palmeiras. Romeo zakochuje się w Julietcie.

## Obsada
Źródło: Filmweb
- Luana Piovani jako Julieta
- Luiz Gustavo jako Alfredo Baragatti
- Marco Ricca jako Romeu
- Martha Mellinger jako Isabela
- Berta Zemel jako Nenzica
- Leonardo Miggiorin jako Zilinho
- Mel Lisboa jako Joana
- Cybele Jácome jako Vilma, pielęgniarka
- Rafael Golombeck jako przewodniczący klubu Palmeiras

i inni.